# 蒙多里尼
蒙多里尼（法語：Mont-d'Origny，法語發音：[mɔ̃ dɔʁiɲi]）是法国上法蘭西大區埃纳省的一个市镇，属于圣康坦区。

## 地理
蒙多里尼（49°50'35"N, 3°30'0"E）面积13.52 平方千米，位于法国上法蘭西大區埃纳省，该省份为法国北部内陆省份，北起北部省，西接索姆省和瓦兹省，东临阿登省和马恩省，西南至塞纳-马恩省，东北部与比利时接壤。
与蒙多里尼接壤的市镇（或旧市镇、城区）包括：贝尔诺、欧特维尔、马基尼、讷维莱特、奥里尼-圣伯努瓦特。

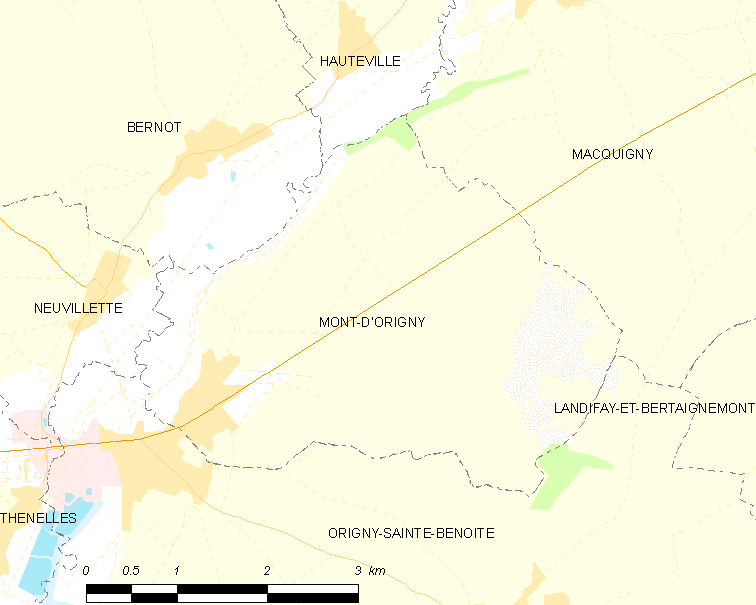
蒙多里尼的OSM定位图

蒙多里尼的时区为UTC+01:00、UTC+02:00（夏令时）。

## 行政
蒙多里尼的邮政编码为02390，INSEE市镇编码为02503。

## 政治
蒙多里尼所属的省级选区为里布蒙县。

## 人口

1962-2008年间蒙多里尼人口变化图示

蒙多里尼于2022年1月1日时的人口数量为832人。